# Leopoldo Vázquez Mellado
Leopoldo Vázquez Mellado (n. Villa de Tetela de Ocampo, Puebla, México, ¿? 1881 - † Ciudad de México, México, 23 de diciembre de 1950).

## Nacimiento y trayectoria política.
Leopoldo Vázquez Mellado, Nació en la Villa de Tetela de Ocampo, Estado de Puebla en 1881, cursó la escuela de primeras letras en su población natal.
Desde muy joven se distinguió por sus ideas anti porfiristas. Al principio de 1900 empezó a formar clubes antirreeleccionistas en toda la entidad, el 5 de febrero de 1901 en la Ciudad de San Luis Potosí se instaló el Primer Congreso Liberal; de la Villa de Tetela de Ocampo asistieron cuatro clubes liberales: “Juan N. Méndez”, “Juan Crisóstomo Bonilla”, “Emilio Bonilla” y “Alberto Díaz” (la población con mayor número de clubes liberales del Estado de Puebla) encontrándose el joven Leopoldo entre los representantes de uno de dichos clubes.
Hacia 1906 conoció a los hermanos Serdán, militando primeramente en las filas maderistas y posteriormente en las constitucionalistas. Representó al Distrito XV de Tetela de Ocampo en el Congreso Constituyente de Querétaro, siendo uno de los diputados que firmaron la Constitución Política de los Estados Unidos Mexicanos promulgada el 5 de febrero de 1917.
Al término de la revolución fue elegido Diputado local por el mismo Distrito de Tetela de Ocampo y hacia mediados de la década de 1920, fue elegido Diputado federal por el Estado de Puebla, retirándose posteriormente a la vida privada. 
Falleció en la Ciudad de México el día 23 de diciembre de 1950.